# Dorpe
Dorpe ist ein Wohnplatz in der Gemeinde Kürten im Rheinisch-Bergischen Kreis.

## Geschichte
Gesichert in Erscheinung trat Dorpe mit dem Bau der Spitzer Kapelle, den Anstoß dazu gaben Bewohner der schon bestehenden Hofstellen Broich und Dorpe. In der Topographische Aufnahme der Rheinlande von 1824 ist der Ort eingezeichnet, seinerzeit noch wesentlich größer als das benachbarte Spitze.
Unter der französischen Verwaltung zwischen 1806 und 1813 wurde das Amt Porz aufgelöst und die Honschaft Dürscheid, zu dem auch Dorpe gehörte, wurde politisch der Mairie Bensberg im Arrondissement Mülheim am Rhein zugeordnet. 1816 wandelten die Preußen die Mairie zur Bürgermeisterei Bensberg im Kreis Mülheim am Rhein. Dorpe zählte 1830 31 Einwohner.
In der Aufstellung des Königreichs Preußens für die Volkszählung 1885 wurde Dorpe aufgeführt als Wohnplatz der Landgemeinde Bensberg im Kreis Mülheim am Rhein. Zu dieser Zeit wurden 11 Wohnhäuser mit 62 Einwohnern gezählt.
Aufgrund des Köln-Gesetzes wurde die Gemeinde Kürten mit Wirkung zum 1. Januar 1975 mit dem bis dahin selbstständigen Gemeinden Bechen und Olpe und Teilen der Stadt Bensberg zur Gemeinde Kürten zusammengeschlossen. Dabei wurde auch Dorpe Teil der Gemeinde Kürten.
Der Name Dorpe  bedeutet am versiegenden Bach gelegen,  eine Zusammensetzung aus dörr (trocken) und apa (Wasser), also der Bach, der wenig Wasser führt, der schnell versiegt. Mundartlich spricht man von op Dorpe.